# Fernand Thesmar
Pour les articles homonymes, voir Thesmar.
Fernand Thesmar né à Chalon-sur-Saône le 3 mars 1843 et mort à Paris le 5 avril 1912 est un peintre et maître émailleur français, spécialisé dans les motifs sur verre et porcelaine.

## Biographie
Fils d'un négociant, André Fernand Thesmar est élève de Jean-Ulric Tournier (1802-1882), dessinateur à Mulhouse, et d'Emmanuel Genty (1830-1904), peintre à Paris. Il est médaillé d'or de l'Union centrale des arts décoratifs (1875). Il commence par travailler dans l'atelier de Ferdinand Barbedienne. À compter de 1891, il collabore grâce à Charles Lauth, avec la manufacture de Sèvres.
Il expose au Salon de Paris à partir de 1875, des objets à motifs émaillés et ce, jusqu'en 1886. À partir de 1891, il devient membre de la Société nationale des beaux-arts, exposant jusqu'en 1912 ; sa dernière œuvre est un vase émaillé translucide fabriqué avec la manufacture de Sèvres, objet destiné à répondre à une commande de la société du vin Mariani. Il expose son travail en 1900 à l'Exposition universelle de Paris.
Le 13 juillet 1893, il est nommé chevalier de la Légion d'honneur.
Marié, il meurt le 5 avril 1912 au 11, rue d'Anjou à Paris et est transporté à son domicile au 11, boulevard Victor-Hugo à Neuilly-sur-Seine, ville où il est inhumé. Son buste funéraire est une œuvre de Paul Roussel.

## Distinctions
- Chevalier de la Légion d'honneur (1893).

## Œuvre
Les objets se présentent sous la forme d'assiettes, de coupes, de vases, de coupelles, de gobelets, de plats, de pommeaux de canne et de bijoux.
On lui attribue le mérite d'avoir remis au goût du jour le style de la porcelaine à pâte molle, aux côtés de sections avec supports en feuille d'or. Il a également utilisé la méthode du cloisonné et de la plique-à-jour, pour des œuvres souvent inspirées de l'émaillage japonais et chinois. Ce travail artistique a demandé beaucoup de savoir-faire, d'habileté et de délicatesse. 
Ses productions se trouvent entre autres dans les collections en France à Paris du musée d'Orsay, du musée des Arts décoratifs, du château-musée de Boulogne-sur-Mer, au musée des Beaux-Arts de Limoges et de la manufacture de Sèvres ; en Allemagne à Darmstadt au musée régional de la Hesse ; aux États-Unis, dans les collections du Metropolitan Museum of Art à New York, du Walters Art Museum à Baltimore et du musée d'Art de Toledo.

Œuvres de Fernand Thesmar
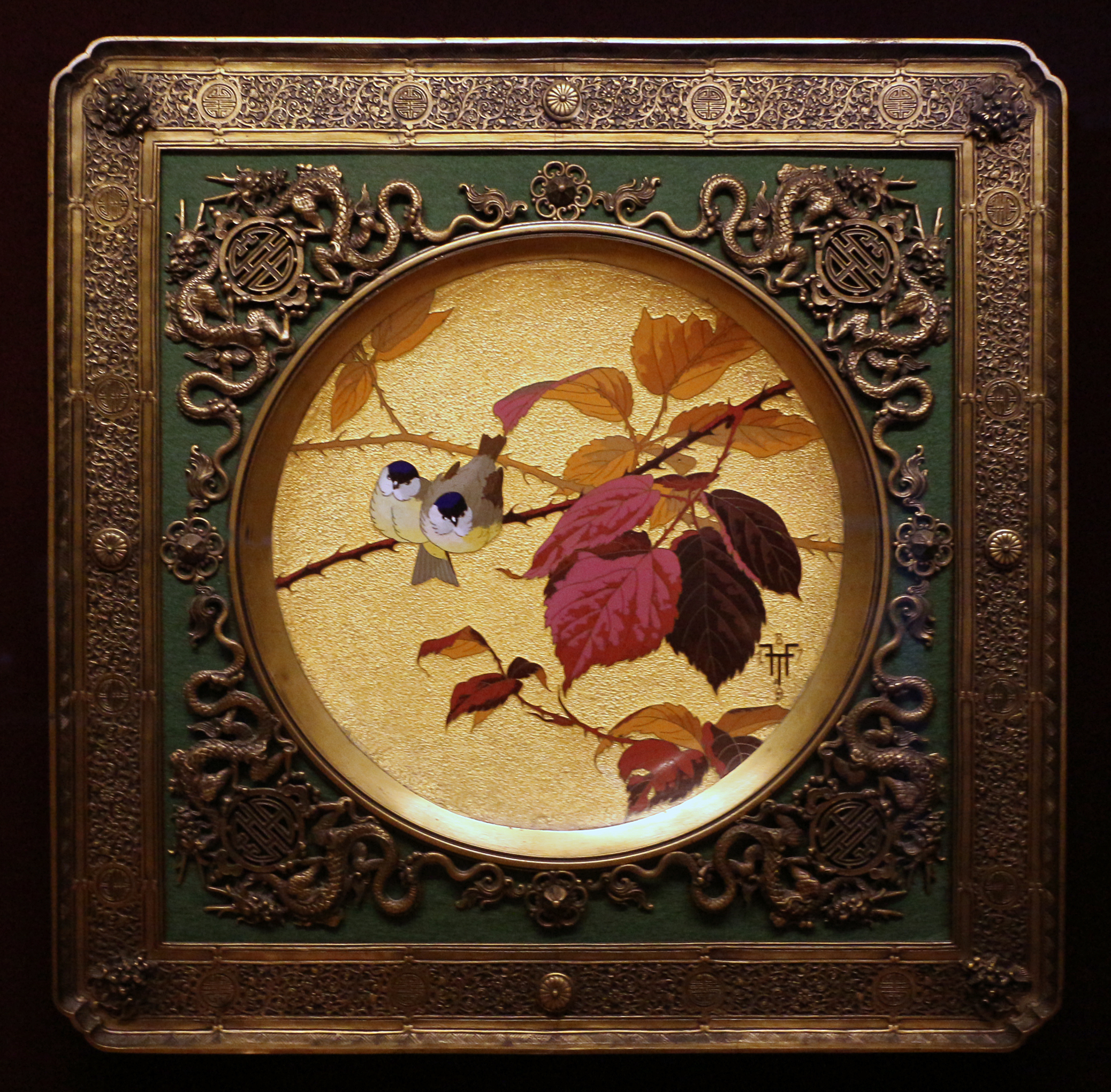
Plaque émaillée (vers 1879), Baltimore, Walters Art Museum.
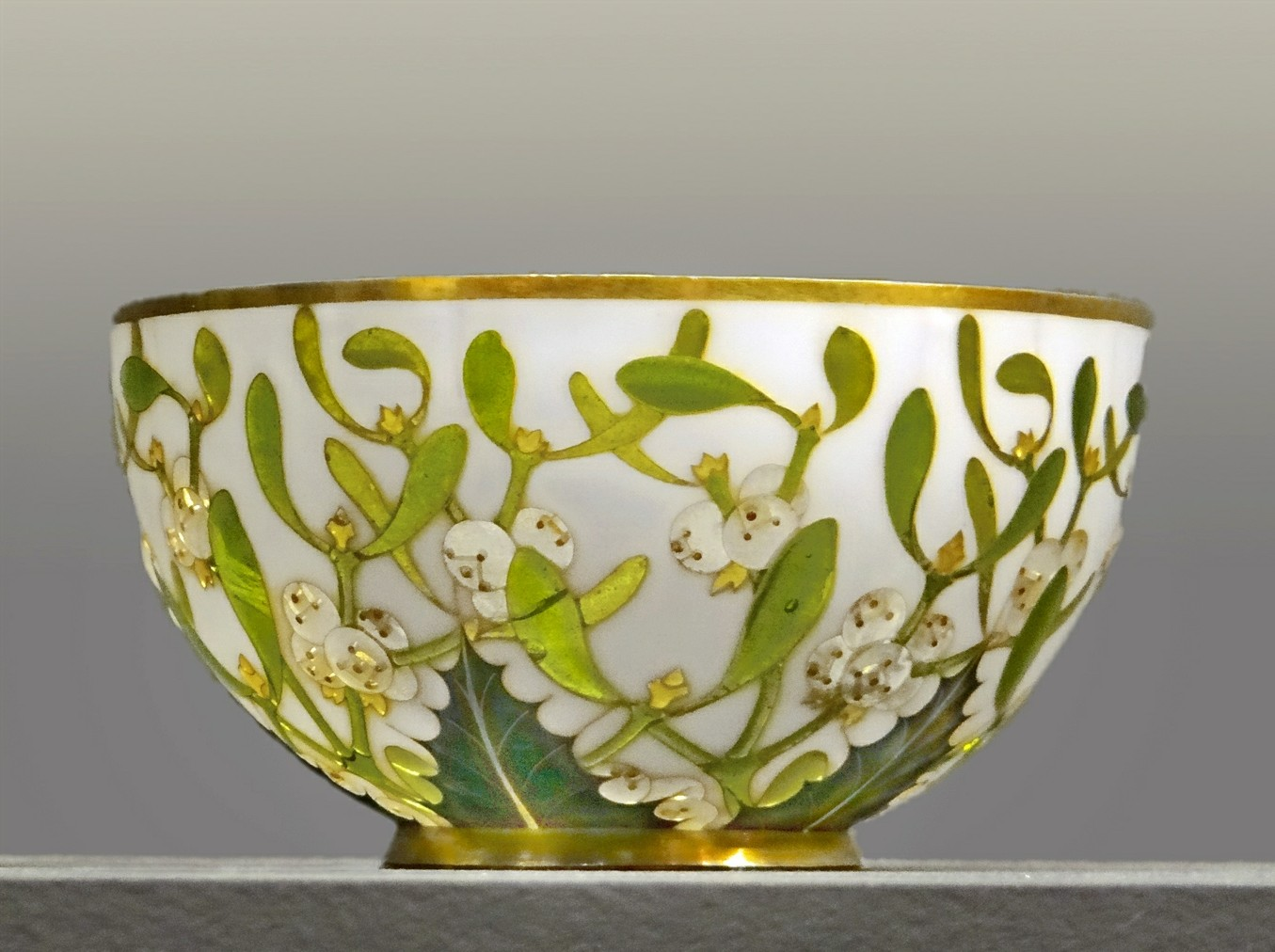
Coupelle à décor de gui, 1891, émaux cloisonnés Sèvres-Limoges Cité de la Céramique[10].
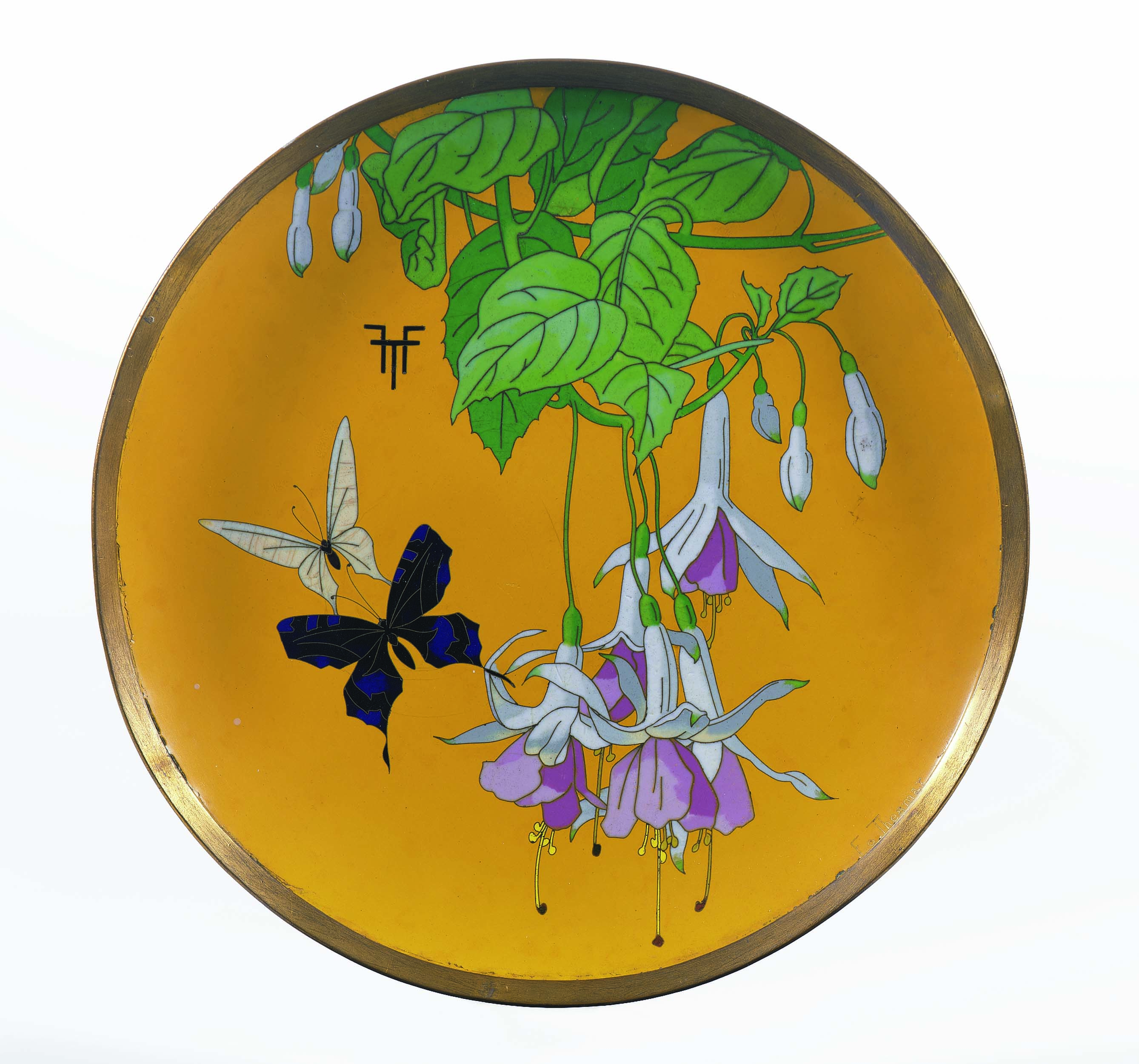
Plat, cuivre doré, émail cloisonné opaque (vers 1895), Khalili Collections (en).
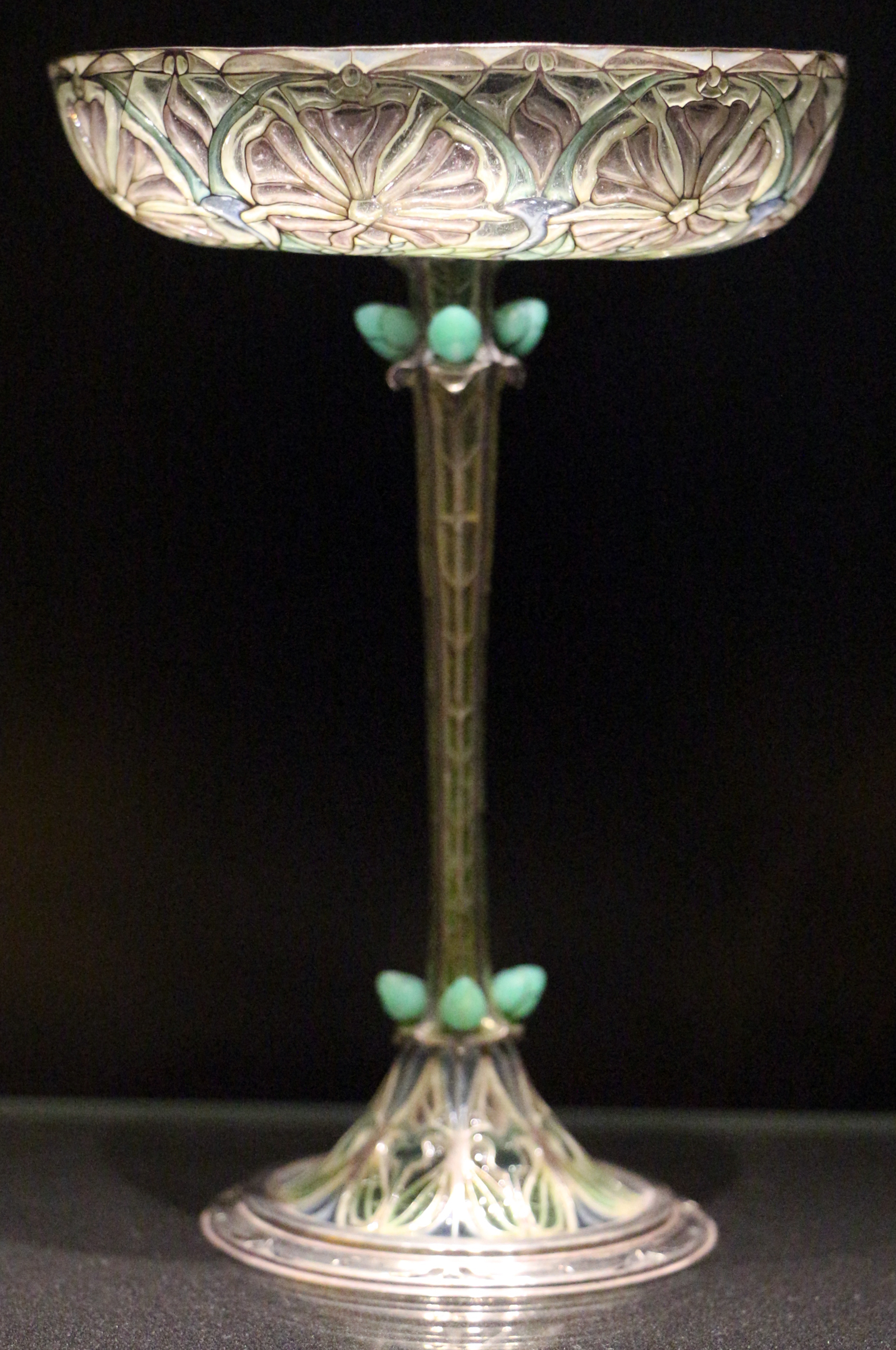
Grand verre à motifs (1892), Paris, musée d'Orsay.
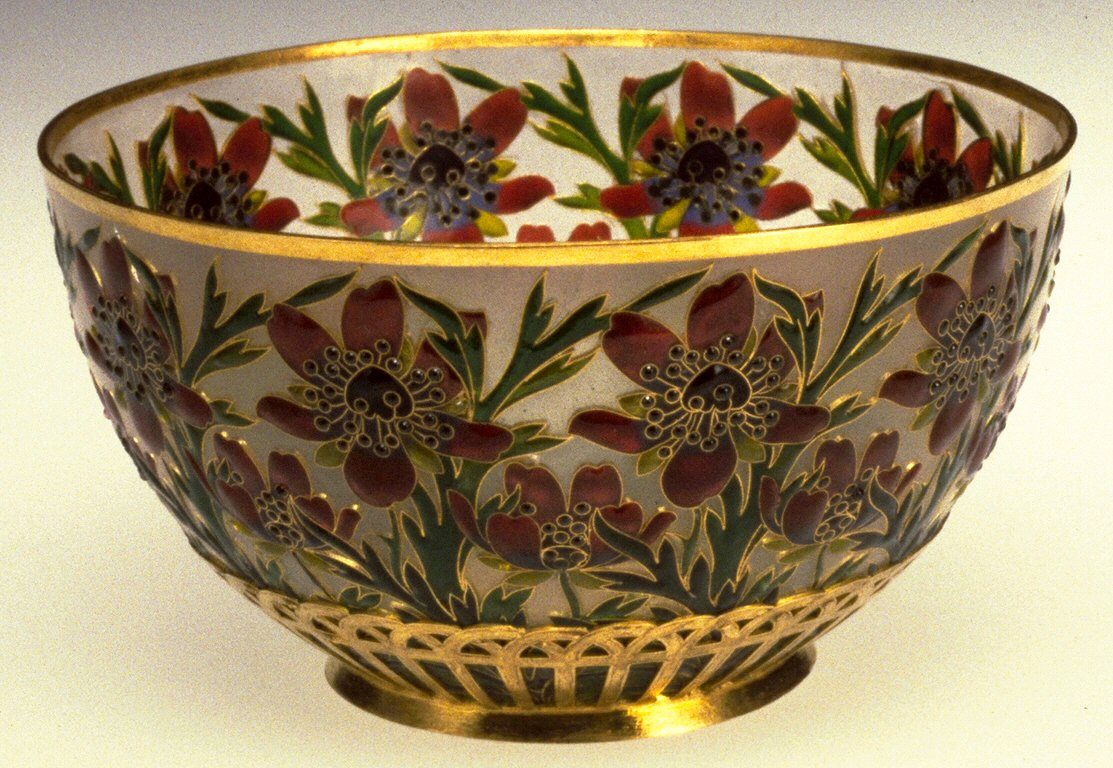
Coupe aux anémones, plique-à-jour et or (1903), Baltimore, Walters Art Museum.